# Literarische Gesellschaft
Eine Literarische Gesellschaft ist eine Vereinigung zur Förderung von Literatur und Kultur.
Dazu rechnen beispielsweise Vereine zur Erforschung und Überlieferung der Werke eines besonderen Autors oder der Förderung von Museen, die diesem gewidmet sind, wie die Deutsche Shakespeare-Gesellschaft, das Freie Deutsche Hochstift (für Goethe und das Frankfurter Goethehaus), die Deutsche Schillergesellschaft und die Deutsche Kafka-Gesellschaft.
Andere Gesellschaften widmen sich dem Studium einer besonderen literarischen Form wie beispielsweise die Deutsche Gesellschaft zum Studium des Western oder der Förderung von Literatur und Kultur in einem bestimmten Raum, wie zum Beispiel die Lettisch-Literärische Gesellschaft, die Literarische Gesellschaft Thüringen e. V. oder die Literarische Gesellschaft Köln.
Schließlich gibt es auch literarische Gesellschaften, die sich recht allgemein der Förderung von Literatur und Kultur widmen wie etwa die Deutsche Akademie für Sprache und Dichtung, die den Georg-Büchner-Preis vergibt, und die Brüder Grimm-Gesellschaft.
Solche kulturfördernde Vereinigungen sind deutlich zu trennen von Vereinigungen von Literaten wie literarische Salons und literarische Gruppen.
Eine Sonderstellung nimmt die Else-Lasker-Schüler-Gesellschaft ein, die sich als politische wie literarische Vereinigung versteht und über die Wuppertaler Dichterin hinaus auch das Schicksal anderer verfolgter und ins Exil vertriebenen Künstler und Dichter dokumentiert.